# Anti-Corn Law League

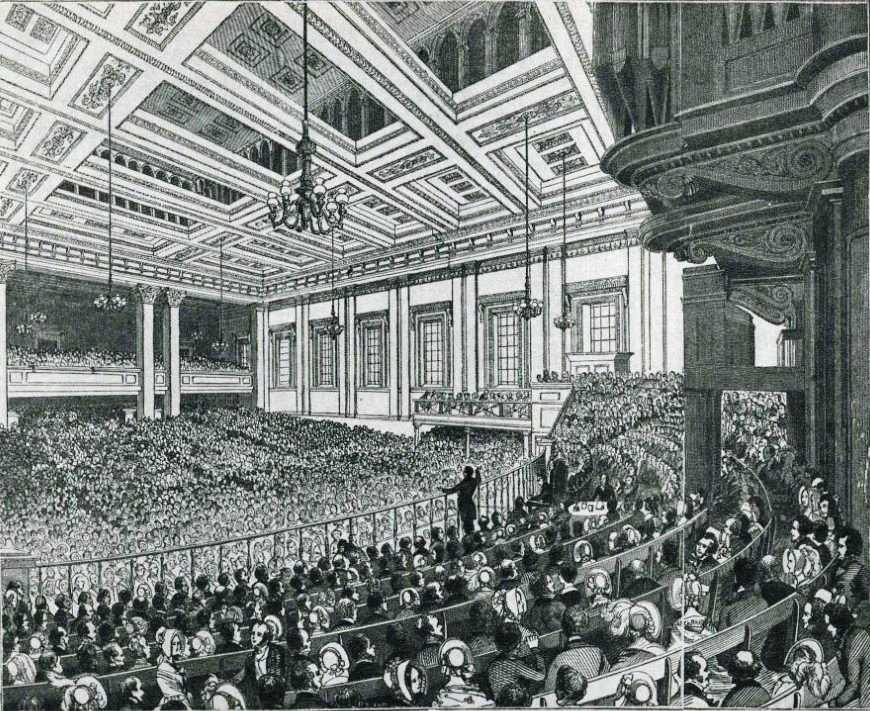
Versammlung der Anti-Corn Law League 1846 in Exeter Hall

Die Anti-Corn Law League (deutsch Anti-Getreidezoll-Liga) war eine Vereinigung in England, die die Abschaffung der Getreidezölle erstrebte und auch herbeigeführt hat.
Diese bereits im 17. Jahrhundert eingeführten Zölle waren 1815 dahin geändert worden, dass die Einfuhr überhaupt verboten war, wenn der Preis unter 80 Shilling für 1 Quarter stand, dass sie aber zollfrei sein sollte, sobald der Preis diesen Satz überschritten hatte.
Im Jahre 1828 trat an Stelle dieses Systems eine bewegliche Zollskala, deren Sätze bei steigenden Preisen sich erniedrigten und umgekehrt. Die Anti-Corn Law League wurde im Oktober 1831 in Manchester durch Richard Cobden und mehrere Fabrikanten und Kaufleute gegründet. Erst 1838 gewann sie größeren Einfluss, welcher 1839 unter der Führung von Cobden, Bright, Bowring, Prentice, Thompson, Ashworth u. a. durch Gründung von Zweigvereinen, Bildung größerer Fonds, Abhaltung von Versammlungen etc. über das ganze Land hin ausgebreitet wurde.
Nachdem der Antrag des Abgeordneten Charles Pelham Villiers auf Aufhebung der Getreidegesetze 1839 im Unterhaus durchgefallen war, gelang es 1841, Cobden und einige Gleichgesinnte ins Parlament zu bringen, wo der schon stehend gewordene Antrag Villiers bereits 40 Stimmen zählte. Nach dem Rücktritt des Whig-Kabinetts und der Einsetzung des Tory-Ministeriums im Sommer 1841 traten die gesamte dissentierende Geistlichkeit, die irische Partei sowie ein Teil der dem Freihandel zuneigenden Whigs der League bei, während letztere von der Grundaristokratie und dem Chartismus leidenschaftlich bekämpft wurde.
Als 1842 die Getreidezölle mit nur geringen Ermäßigungen modifiziert wurden, betrieb man die Agitation mit noch größerer Energie. Von 1843 bis 1845 veranstaltete die League mehr als 200 große Versammlungen und verbreitete Hunderttausende von Flugschriften im Interesse des Freihandels. Ihre Ausgaben beliefen sich 1844 auf 60.000, ihre baren Fonds auf 26.665 ₤ (Pfd. Sterling).
In der Parlamentssitzung von 1844 bis 1845 erhielt Villiers Antrag schon 122, ein anderer von Cobden auf Prüfung der Korngesetze lautender erhielt 221 Stimmen. Die League spannte daher im Lauf des Jahrs 1845 ihre äußersten Kräfte an, um sich im Parlament die Mehrheit zu sichern. Endlich brachte Robert Peel im Januar 1846 seinen berühmten Antrag vor das Unterhaus, wonach die Einfuhr aller Lebensmittel freigegeben und nur vorläufig noch auf drei Jahre eine niedrige gleitende Skala für die Getreideeinfuhr beibehalten werden sollte. Diese Bill ging im Unterhaus und im Oberhaus durch und wurde Gesetz. Damit war der Zweck der League erreicht, sie löste sich 1849 auf, als der nachher vollständig aufgehobene Zoll bereits auf 1 Shilling für 1 Quarter herabgemindert war.

## Links
- Frédéric Bastiat: Cobden und die Liga. Zahlreiche Schriften der Anti-Cornlaw-League wurden von dem zeitgenössischen französischen Ökonomen Frédéric Bastiat ins Französische übersetzt, der das Buch mit einer ausführlichen Einleitung über die historische Bedeutung der Liga begann.